# 3559 Violaumayer
3559 Violaumayer è un asteroide della fascia principale. Scoperto nel 1980, presenta un'orbita caratterizzata da un semiasse maggiore pari a 2,4849803 UA e da un'eccentricità di 0,2154428, inclinata di 3,81665° rispetto all'eclittica.
L'asteroide era stato inizialmente battezzato 3559 Violamayer per poi essere corretto nella denominazione attuale.
L'asteroide è dedicato contemporaneamente alla località di Violau, frazione di Altenmünster in Germania, e all'astrofilo tedesco Martin Mayer che vi ha colà eretto un osservatorio amatoriale.